# Cagliari (provincie)
Cagliari (Provincia di Càgliari) byla italská provincie v oblasti Sardinie. Sousedila na severu s provinciemi Nuoro, Ogliastra a Oristano a na západě s provinciemi Carbonia-Iglesias a Medio Campidano. Její břehy omývalo na jihu a východě Středozemní moře. V roce 2016 došlo k reorganizaci administrativního dělení Sardinie a území této provincie bylo rozděleno mezi nově ustanovenou provincii Sud Sardegna a metropolitní město Cagliari.